# Équipe d'Allemagne de football à la Coupe du monde 2002
 (janvier 2025).
L'Équipe d'Allemagne de football est finaliste de la coupe du monde de football de 2002, organisée en Corée du Sud et au Japon du 31 mai au 30 juin 2002. L'équipe est désormais entraînée par l'ancien champion du Monde 1990 Rudi Völler, nommé sélectionneur national en juillet 2000 pour succéder à Erich Ribbeck à la suite de la défaite au dernier championnat d'Europe. C'est la quinzième participation de l'Allemagne à cette compétition. Loin d'être la meilleure sélection allemande, la Nationalmanschaft va réussir à atteindre la finale, notamment grâce à son gardien Oliver Kahn qui sera décisif à plusieurs reprises, évitant à son équipe un retour précipité au pays. Kahn ne pourra cependant pas éviter la défaite contre le Brésil en finale, s'inclinant deux fois face à l'attaquant vedette Ronaldo. Cette édition a aussi permis de mettre en lumière l'attaquant Miroslav Klose, auteur de ses cinq premiers buts dans l'histoire de la Coupe du Monde.
« À l'exception de Kahn, il faudrait mettre toute l'équipe allemande dans un sac et taper dessus. Au moins, on serait sûr de faire mal à quelqu'un qui le mérite !. »
— Franz Beckenbauer ancien champion du Monde en 1974 et ancien ballon d'or à propos de l'équipe d'Allemagne à la Coupe du Monde 2002.

## Contexte
Après l'échec au dernier championnat d'Europe, la Fédération allemande de football nomme Rudi Völler sélectionneur pour remplacer Erich Ribbeck fin juin 2000. Rudi Völler devait au départ exercer sa fonction en intérim et laisser plus tard sa place à Christoph Daum, mais ce dernier ne pourra finalement pas exercer sa fonction pour des raisons de toxicomanie. Völler a déjà presque quatre ans d'expérience dans le management, ayant été directeur sportif de 1996 à 2000 au Bayer Leverkusen. Il restera sélectionneur national jusqu'à l'été 2004. L'objectif de Völler est de se qualifier pour la prochaine Coupe du Monde et faire oublier les échecs du mondial 1998 et de l'Euro 2000.

## Le parcours qualificatif
Pour participer à cette nouvelle édition de la Coupe du Monde, l'Allemagne a dû passer par les épreuves des qualifications se déroulant du 2 septembre 2000 au 14 novembre 2001. Le tirage au sort effectué à Tokyo a placé l'Allemagne dans le même groupe que l'Angleterre, alors que les deux équipes se sont déjà affrontées lors du dernier championnat d'Europe (victoire 1-0 des anglais). C'est durant ces qualifications que l'Allemagne va subir une lourde défaite à domicile à Munich contre ces même Anglais (1-5), compromettant une qualification directe et obligeant l'équipe de Rudi Völler à jouer  deux rencontres de barrage contre l'Ukraine. La campagne qualificative avait bien démarré pour les Allemands avec une victoire 2-0 à domicile contre la Grèce et surtout un succès en Angleterre 1-0, son adversaire le plus difficile. C'est contre l'Albanie que l'attaquant Miroslav Klose honorera sa première sélection et son premier but inscrit en fin de match pour permettre à son équipe une victoire étriquée à domicile (2-1). Klose, qui plus tard, deviendra le meilleur buteur de l'histoire de la sélection allemande avec 71 réalisations, dépassant Gerd Müller de 3 unités. Les deux déplacements en Grèce et en Albanie se solderont par deux solides victoires, respectivement 4-2 et 2-0. L'Allemagne ne parviendra pas par deux fois à battre la Finlande (2-2) à l'extérieur et regrettera surtout le 0-0 à domicile pour son dernier match de groupe, étant donné que même une petite victoire contre la sélection nordique lui aurait permis de passer devant les Anglais au classement final. L'irrégulière sélection anglaise n'ayant pu faire que 2-2 contre la Grèce à Manchester arrachant l'égalisation en toute fin de match grâce à un coup franc de David Beckham. À égalité de points au classement, l'Allemagne pour une différence de buts moindre que l'Angleterre est contrainte de jouer deux matchs de barrage contre l'Ukraine pour espérer une qualification.

### Les résultats et classement final du Groupe 9
| Rang | Équipe     | Pts | J | G | N | P | Bp | Bc | Diff |  | Résultats (▼ dom., ► ext.) |     |     |     |     |     |
| ---- | ---------- | --- | - | - | - | - | -- | -- | ---- |  | -------------------------- | --- | --- | --- | --- | --- |
| 1    | Angleterre | 17  | 8 | 5 | 2 | 1 | 16 | 6  | +10  |  | Angleterre                 |     | 0-1 | 2-1 | 2-2 | 2-0 |
| 2    | Allemagne  | 17  | 8 | 5 | 2 | 1 | 14 | 10 | +4   |  | Allemagne                  | 1-5 |     | 0-0 | 2-0 | 2-1 |
| 3    | Finlande   | 12  | 8 | 3 | 3 | 2 | 12 | 7  | +5   |  | Finlande                   | 0-0 | 2-2 |     | 5-1 | 2-1 |
| 4    | Grèce      | 7   | 8 | 2 | 1 | 5 | 7  | 17 | -10  |  | Grèce                      | 0-2 | 2-4 | 1-0 |     | 1-0 |
| 5    | Albanie    | 3   | 8 | 1 | 0 | 7 | 5  | 14 | -9   |  | Albanie                    | 1-3 | 0-2 | 0-2 | 2-0 |     |

### Les deux matchs de barrages contre l'Ukraine
Malgré un encourageant match nul à Kiev (1-1), l'Allemagne est loin d'être assuré d'obtenir la qualification. Les doutes seront quand même assez vite balayés au match retour, les allemands menant 3-0 au bout seulement de 15 minutes de jeu, pour un score final de (4-1).
| Match de barrage aller                       | Ukraine | 1 - 1   | Allemagne                                                                                            | Stade olympique de Kiev, Kiev                    |                                                  |
| 10 novembre 2001 · Historique des rencontres | Zubov 18e | (1 - 1) | 31e Ballack                                                                                          | Spectateurs : 83 000 Arbitrage : Stefano Braschi | Spectateurs : 83 000 Arbitrage : Stefano Braschi |
| 10 novembre 2001 · Historique des rencontres | |         | | Spectateurs : 83 000 Arbitrage : Stefano Braschi | Spectateurs : 83 000 Arbitrage : Stefano Braschi |
| 10 novembre 2001 · Historique des rencontres | Levitsky - Luzhnyi - Nesmachnyi, - Golovko - Vashchuk - Gusin - Tymoshchuk - Zubov - Rebrov - Shevchenko - Vorobey | Équipes | Kahn - Nowotny - Linke - Rehmer - Ramelow - Hamann - Ballack - Ziege - Schneider - Zickler - Asamoah | Spectateurs : 83 000 Arbitrage : Stefano Braschi | Spectateurs : 83 000 Arbitrage : Stefano Braschi |

| Match de barrage retour                      | Allemagne | 4 - 1   | Ukraine | Westfalenstadion, Dortmund                          |                                                     |
| 14 novembre 2001 · Historique des rencontres | 4e Ballack · 11e Neuville · 15eRehmer · 51eBallack                                                                                              | (3 - 0) | Shevchenko 90e | Spectateurs : 52 000 Arbitrage : Vítor Melo Pereira | Spectateurs : 52 000 Arbitrage : Vítor Melo Pereira |
| 14 novembre 2001 · Historique des rencontres | |         | | Spectateurs : 52 000 Arbitrage : Vítor Melo Pereira | Spectateurs : 52 000 Arbitrage : Vítor Melo Pereira |
| 14 novembre 2001 · Historique des rencontres | Kahn - Nowotny - Linke - Rehmer (Baumann) 87e - Ramelow - Hamann - Ballack - Ziege - Schneider - Neuville (Ricken) 70e - Jancker (Bierhoff) 58e | Équipes | Levitsky - Golovko -Vashchuk -Nesmachnyi (Shyshchenko)55e - Skrypnyk - Luzhnyi - Parfenov - Tymoshchuk (Gusin) 23e - Zubov - Shevchenko - Vorobey (Rebrov)70e | Spectateurs : 52 000 Arbitrage : Vítor Melo Pereira | Spectateurs : 52 000 Arbitrage : Vítor Melo Pereira |

## Effectif
| Numéro / Nom       | Numéro / Nom        | Club              | Date de naissance | Âge             | J.              | Buts            |                 |                 |                 |
| Gardiens de but    | Gardiens de but     | Gardiens de but   | Gardiens de but   | Gardiens de but | Gardiens de but | Gardiens de but | Gardiens de but | Gardiens de but | Gardiens de but |
| ------------------ | ------------------- | ----------------- | ----------------- | --------------- | --------------- | --------------- | --------------- | --------------- | --------------- |
| 23                 | Hans-Jörg Butt      | Bayer Leverkusen  | 28/05/1974        | 28 ans          | 0               | 0               | 0               | 0               | 0               |
| 1                  | Oliver Kahn         | Bayern Munich     | 15/06/1969        | 33 ans          | 7               | 0               | 1               | 0               | 0               |
| 12                 | Jens Lehmann        | Borussia Dortmund | 10/11/1969        | 32 ans          | 0               | 0               | 0               | 0               | 0               |
| Défenseurs         |                     |                   |                   |                 |                 |                 |                 |                 |                 |
| 4                  | Frank Baumann       | Werder Brême      | 29/10/1975        | 26 ans          | 1               | 0               | 1               | 0               | 0               |
| 2                  | Thomas Linke        | Bayern Munich     | 26/12/1969        | 32 ans          | 7               | 1               | 0               | 0               | 0               |
| 21                 | Christoph Metzelder | Borussia Dortmund | 05/11/1980        | 21 ans          | 7               | 0               | 0               | 0               | 0               |
| 3                  | Marko Rehmer        | Hertha BSC Berlin | 29/04/1972        | 30 ans          | 1               | 0               | 0               | 0               | 0               |
| 6                  | Christian Ziege     | Tottenham Hotspur | 01/02/1972        | 30 ans          | 4               | 0               | 1               | 0               | 0               |
| Milieux de terrain |                     |                   |                   |                 |                 |                 |                 |                 |                 |
| 14                 | Gerald Asamoah      | Schalke 04        | 03/10/1978        | 23 ans          | 3               | 0               | 0               | 0               | 0               |
| 13                 | Michael Ballack     | Bayer Leverkusen  | 26/09/1976        | 25 ans          | 6               | 3               | 3               | 0               | 0               |
| 17                 | Marco Bode          | Werder Brême      | 23/07/1969        | 32 ans          | 6               | 1               | 0               | 0               | 0               |
| 18                 | Jörg Böhme          | Schalke 04        | 22/06/1974        | 28 ans          | 0               | 0               | 0               | 0               | 0               |
| 22                 | Torsten Frings      | Werder Brême      | 22/11/1976        | 25 ans          | 7               | 0               | 1               | 0               | 0               |
| 8                  | Dietmar Hamann      | Liverpool         | 27/08/1973        | 28 ans          | 6               | 0               | 2               | 0               | 0               |
| 16                 | Jens Jeremies       | Bayern Munich     | 05/03/1974        | 28 ans          | 7               | 0               | 0               | 0               | 0               |
| 15                 | Sebastian Kehl      | Borussia Dortmund | 13/02/1980        | 22 ans          | 2               | 0               | 1               | 0               | 0               |
| 5                  | Carsten Ramelow     | Bayer Leverkusen  | 20/03/1974        | 28 ans          | 5               | 0               | 0               | 1               | 0               |
| 10                 | Lars Ricken         | Borussia Dortmund | 10/07/1976        | 25 ans          | 0               | 0               | 0               | 0               | 0               |
| 19                 | Bernd Schneider     | Bayer Leverkusen  | 17/11/1973        | 28 ans          | 7               | 1               | 0               | 0               | 0               |
| Attaquants         |                     |                   |                   |                 |                 |                 |                 |                 |                 |
| 20                 | Oliver Bierhoff     | AS Monaco         | 01/05/1968        | 34 ans          | 5               | 1               | 0               | 0               | 0               |
| 9                  | Carsten Jancker     | Bayern Munich     | 28/08/1974        | 27 ans          | 3               | 1               | 1               | 0               | 0               |
| 11                 | Miroslav Klose      | FC Kaiserslautern | 09/06/1978        | 24 ans          | 7               | 5               | 1               | 0               | 0               |
| 7                  | Oliver Neuville     | Bayer Leverkusen  | 01/05/1973        | 29 ans          | 6               | 1               | 2               | 0               | 0               |
| Sélectionneur      |                     |                   |                   |                 |                 |                 |                 |                 |                 |
|                    | Rudi Völler         |                   | 13.04.1960        | 42 ans          |                 |                 |                 |                 |                 |

## Coupe du monde

### Premier tour
| Date          | Équipe 1  | Équipe 2             | Résultat      | Buteurs                                                                                 |
| 1er juin 2002 | Allemagne | Arabie saoudite      | 8 - 0 (4 - 0) | Klose 20e, 25e et 70e, Ballack 40e, Jancker 45e, Linke 73e, Bierhoff 84e, Schneider 90e |
| 5 juin 2002   | Allemagne | République d'Irlande | 1 - 1 (1 - 0) | Klose 19e ; Robbie Keane 90e                                                            |
| 11 juin 2002  | Allemagne | Cameroun             | 2 - 0 (0 - 0) | Bode 50e, Klose 79e                                                                     |

| Place | Équipe          | Points | Joués | V | N | D | Buts + | Buts - | Diff. |
| 1er   | Allemagne       | 7      | 3     | 2 | 1 | 0 | 11     | 1      | +10   |
| 2e    | Irlande         | 5      | 3     | 1 | 2 | 0 | 5      | 2      | +3    |
| 3e    | Cameroun        | 4      | 3     | 1 | 1 | 1 | 2      | 3      | -1    |
| 4e    | Arabie saoudite | 0      | 3     | 0 | 0 | 3 | 0      | 12     | -12   |

### Huitième de finale
| Date         | Équipe 1  | Équipe 2 | Résultat      | Buteurs      |
| 15 juin 2002 | Allemagne | Paraguay | 1 - 0 (0 - 0) | Neuville 88e |

### Quart de finale
| Date         | Équipe 1  | Équipe 2   | Résultat      | Buteurs     |
| 21 juin 2002 | Allemagne | États-Unis | 1 - 0 (1 - 0) | Ballack 39e |

Les joueurs allemands arboreront durant la rencontre un brassard noir sur leur maillot en la mémoire de Fritz Walter décédé quelques heures auparavant. Oliver Kahn auteur de plusieurs arrêts décisifs aura pratiquement à lui tout seul qualifié sa sélection pour le "dernier carré".

### Demi-finale
| Date         | Équipe 1  | Équipe 2     | Résultat      | Buteurs     |
| 25 juin 2002 | Allemagne | Corée du Sud | 1 - 0 (0 - 0) | Ballack 75e |

### Finale
| Équipes   | Brésil - Allemagne |
| Score     | 2 - 0 ( 0 - 0 ) |
| Date      | 30 juin 2002 |
| Stade     | Yokohama International Stadium, Yokohama 69 029 spectateurs |
| Arbitre   | Pierluigi Collina (Italie) |
| Buts      | Ronaldo 67e, Ronaldo 79e |
| Brésil    | Marcos - Cafú, Roque Júnior, Edmílson, Lúcio, Roberto Carlos - Gilberto Silva, Ronaldinho (85e Juninho Paulista), Kléberson - Rivaldo, Ronaldo (90e Denílson) Entraîneur : Luiz Felipe Scolari                                                                            |
| Allemagne | Oliver Kahn - Thomas Linke (84e Christian Ziege), Carsten Ramelow, Christoph Metzelder - Oliver Neuville, Jens Jeremies (78e Gerald Asamoah), Dietmar Hamann, Bernd Schneider, Torsten Frings - Miroslav Klose (73e Oliver Bierhoff), Marco Bode Entraîneur : Rudi Völler |

## Les joueurs utilisés
| joueurs                                 |    |    |    |    |    |    |    | Total |
| Gardiens de but                         |    |    |    |    |    |    |    |       |
| Oliver Kahn (Bayern Munich)             | 90 | 90 | 90 | 90 | 90 | 90 | 90 | 630   |
| Défenseurs                              |    |    |    |    |    |    |    |       |
| Thomas Linke (Bayern Munich)            | 90 | 90 | 90 | 90 | 90 | 90 | 90 | 630   |
| Christoph Metzelder (Borussia Dortmund) | 90 | 90 | 90 | 60 | 90 | 90 | 90 | 600   |
| Carsten Ramelow (Bayer Leverkusen)      | 46 | 90 | 40 |    |    | 90 | 90 | 176   |
| Frank Baumann (Werder Brême)            |    |    |    | 30 |    |    |    | 30    |
| Marko Rehmer (Hertha BSC)               |    |    |    | 46 |    |    |    | 46    |
| Sebastian Kehl (SC Fribourg)            |    |    |    | 44 | 90 |    |    | 134   |
| Milieux                                 |    |    |    |    |    |    |    |       |
| Bernd Schneider (Bayer Leverkusen)      | 90 | 89 | 80 | 90 | 60 | 85 | 90 | 584   |
| Christian Ziege (Tottenham Hotspur)     | 90 | 90 | 90 | 90 | 90 |    | 6  | 456   |
| Michael Ballack (Bayer Leverkusen)      | 90 | 90 | 90 | 90 | 90 | 90 |    | 540   |
| Dietmar Hamann (Liverpool FC)           | 90 | 90 | 90 | 90 | 90 | 90 | 90 | 630   |
| Torsten Frings (Werder Brême)           | 90 | 90 | 90 | 90 | 90 | 90 | 90 | 630   |
| Jens Jeremies (Bayern Munich)           | 44 | 1  | 10 | 90 | 30 | 5  | 78 | 258   |
| Marco Bode (Werder Brême)               |    | 5  | 44 | 90 | 11 | 90 | 84 | 324   |
| Attaquants                              |    |    |    |    |    |    |    |       |
| Miroslav Klose (FC Kaiserslautern)      | 77 | 85 | 84 | 90 | 88 | 70 | 74 | 568   |
| Carsten Jancker (Bayern Munich)         | 67 | 75 | 46 |    |    |    |    | 188   |
| Oliver Neuville (Bayer Leverkusen)      | 13 |    | 6  | 89 | 79 | 88 | 90 | 365   |
| Oliver Bierhoff (AS Monaco)             | 23 | 15 |    |    | 2  | 20 | 16 | 76    |
| Gerald Asamoah (Schalke 04)             |    |    |    | 1  |    | 2  | 12 | 15    |
| joueurs                                 |    |    |    |    |    |    |    | Total |

## Les buteurs
| Classement | Nom             | But(s) |
| 1          | Miroslav Klose  | 5      |
| 2          | Michael Ballack | 3      |
| 3          | Thomas Linke    | 1      |
|            | Oliver Neuville | 1      |
|            | Marco Bode      | 1      |
|            | Carsten Jancker | 1      |
|            | Oliver Bierhoff | 1      |